# John Nyman
John Emanuel Nyman (* 25. April 1908 in Sundsvall; † 19. Oktober 1977 ebenda) war ein schwedischer Ringer. Bei den Olympischen Spielen 1936 in Berlin errang er im griechisch-römischen Stil im Schwergewicht die Silbermedaille.

## Werdegang
John Nyman reifte beim Ringerverein Sundsvalls AIK, dem er während seiner ganzen Karriere angehörte, Anfang der 1930er Jahre zu einem herausragenden Schwergewichtsringer im griechisch-römischen Stil heran. Ab 1931 erzielte er bei den schwedischen Meisterschaften einige hervorragende Platzierungen und erzielte auch bei den damals in Skandinavien üblichen großen internationalen Ringerturnieren stets gute Ergebnisse. Bis 1934 stand er in Schweden aber noch im Schatten der „alten Kämpen“ Carl Westergreen und Rudolf Svensson sowie dem schwedischen Meister von 1931 Georg Nilsson.
1935 wurde er erstmals schwedischer Meister im Schwergewicht im griechisch-römischen Stil. Ab diesem Zeitpunkt wurde er auch bei den großen internationalen Meisterschaften eingesetzt und erzielte dabei durchwegs hervorragende Ergebnisse. 1936 gewann er bei den Olympischen Spielen in Berlin die Silbermedaille. Den Weg zur Goldmedaille versperrte ihm der Este Kristjan Palusalu, der ihn nach Punkten besiegte. 1937, 1938 und 1939 belegte John Nyman bei den Europameisterschaften im griechisch-römischen Stil in Paris, Tallinn und Oslo jeweils den 2. Platz. 1937 verlor er den entscheidenden Kampf um den Titel gegen Kristjan Palusalu und 1938 und 1939 gegen Johannes Kotkas aus Estland.

## Internationale Erfolge
| Jahr | Platz  | Wettbewerb                   | Gewichtsklasse | Ergebnisse |
| ---- | ------ | ---------------------------- | -------------- | --- |
| 1934 | 3.     | Intern. Turnier in Stockholm | Schwer         | hinter Rudolf Svensson und Georg Nilsson, beide Schweden, vor Kurt Hornfischer, Deutschland                                                                                        |
| 1934 | 1.     | Intern. Turnier in Nürnberg  | Schwer         | vor Josef Klapuch, Tschechoslowakei und Kurt Hornfischer |
| 1935 | 4.     | EM in Kopenhagen             | Schwer         | nach einer Niederlage gegen Kurt Hornfischer, einem Sieg über Peter Larsen, Dänemark und einer Niederlage gegen Hjalmar Nyström, Finnland                                          |
| 1936 | Silber | OS in Berlin                 | Schwer         | nach Siegen über Zoltan Kondorossy, Rumänien und Eduard Schöll, Österreich, einer Niederlage gegen Kristjan Palusalu, Estland und Siegen über Hjalmar Nyström und Kurt Hornfischer |
| 1937 | 2.     | EM in Paris                  | Schwer         | nach Siegen über Robert Herland, Frankreich, Peter Larsen und Josef Klapuch und einer Niederlage gegen Kristjan Palusalu                                                           |
| 1938 | 2.     | EM in Reval                  | Schwer         | nach einer Niederlage gegen Johannes Kotkas, Estland und Siegen über Olaf Knutsen, Norwegen, Uuno Vento, Finnland und Edvīns Bietags, Lettland                                     |
| 1939 | 2.     | EM in Oslo                   | Schwer         | nach Siegen über Mehmet Çoban, Türkei, Kåre Larsen, Norwegen, Peter Larsen, Dänemark und Gyula Bóbis, Ungarn und einer Niederlage gegen Johannes Kotkas                            |

## Schwedische Meisterschaften
John Nyman wurde 1935, 1937, 1941 und 1942 schwedischer Meister im griechisch-römischen Stil im Schwergewicht
Erläuterungen
- alle Wettkämpfe im griechisch-römischen Stil
- OS = Olympische Spiele, EM = Europameisterschaft
- Schwergewicht, damals über 87 kg Körpergewicht